# Nogometni klub Mladost Proložac
Il Nogometni klub Mladost Proložac, meglio noto come Mladost Proložac, è una società calcistica di Proložac, una località nella Regione spalatino-dalmata in Croazia.
Fondato nel 1948, nella stagione 2020–21 milita nella 1. ŽNL Splitsko-dalmatinska, quarta divisione della federazione calcistica della Croazia. 
Quand'era membro della professionistica Druga HNL, operava sotto il nome di NK Mladost - Imotska krajina, e dalla stagione 1998-99 NK Imotska krajina, mentre nel 2002 è tornato al nome Mladost.

## Palmarès

### Competizioni regionali
- Treća nogometna liga: 1

2009-2010 (girone Sud)

## Strutture

### Stadio
Il club disputa le partite casalinghe allo Stadion Šarampov, un impianto con una capienza di 1000 posti.